# Южний Урал (село)
Ю́жний Ура́л (рос. Южный Урал) — село у складі Оренбурзького району Оренбурзької області, Росія.

## Населення
Населення — 2032 особи (2010; 1202 у 2002).
Національний склад (станом на 2002 рік):
- росіяни — 88 %